# 阿都赤 (瓦剌)
阿都赤（？—1441年），15世紀蒙古瓦剌人，明朝指挥同知慌忽儿的侄子。
阿都赤在永乐之后多次出使明朝，正统元年（1436年），作为瓦剌正使向明朝进贡，明英宗封他为都指挥佥事。正统二年（1437年），升任都督同知。正统三年（1438年），太师脱懽派他到北京朝贡，于是升任右都督。正统四年（1439年），率领一千余人至北京，上贡马、骆驼、貂鼠皮等物。正统六年（1441年），再率使臣进贡马匹，同年，在京师会同馆去世。明朝朝廷按照都督的葬礼，将他安葬在崇文门他先祖的墓旁，赐文祭奠。